# シェル・コレクター
シェル・コレクターは、2016年2月27日公開の日本映画。
キャッチコピーは『未体験の艶麗劇薬ファンタジー』。

## 概要
原作は、アンソニー・ドーアがオー・ヘンリー賞を受賞した同名の短編小説『The Shell Collector』 (Simon and Schuster, 2002, ISBN 9780743223621)。舞台を沖縄の離島に移し替え、日米合作で全編沖縄ロケで撮影が行われた。
監督は、商業映画デビュー作『美代子阿佐ヶ谷気分』が国内外の映画祭で受賞を重ねた坪田義史。
主演のリリー・フランキーは15年ぶりに映画単独主演を果たした。
2016年1月、オランダで開催された第45回ロッテルダム国際映画祭Bright Future部門に出品された。

## ストーリー
貝に魅せられ沖縄の孤島でひっそりと暮らしていた盲目の貝類学者。あるとき奇病を患った女性・いづみの病を貝の毒で治してしまったことから、それを知った人々が学者のもとに押し寄せ、静かだった日常が徐々に崩れていく。学者のもとにやってきた人の中には疎遠になっていた息子の光や、いづみと同じように奇病を患う娘・蔦子を助けようとする地元の有力者の姿もあった。

## キャスト
- 貝類学者：リリー・フランキー
- 山岡いづみ：寺島しのぶ
- 光：池松壮亮
- 弓場蔦子：橋本愛
- 弓場宗治：普久原明
- 清吉：新垣正弘
- ジム・スターク

## スタッフ
- 監督：坪田義史
- 脚本：坪田義史、澤井香織
- プロデューサー：エリック・ニアリ、黒岩久美、定井勇二
- 制作プロデューサー：大日方教史
- 撮影：芦澤明子
- 照明；市川徳充
- 美術：竹内公一
- 装飾：相田敏春
- 編集：出口景子
- 録音：横澤匡広
- 衣装：宮本まさ江
- ヘアメイク：近藤美香
- 音楽：ビリー・マーティン
- 劇中絵画：下條ユリ

## 受賞
- 第10回JAPAN CUTS 〜ジャパン・カッツ!・CUT ABOVE賞 for Outstanding Performance in Film（リリー・フランキー）[7]